# Романовка (Кармаскалинский район)
Романовка (баш. Романовка) — деревня в Кармаскалинском районе Республики Башкортостан Российской Федерации. Входит в состав Кабаковского сельсовета.

## География

### Географическое положение
Расстояние до:
- районного центра (Кармаскалы): 18 км,
- ближайшей ж/д станции (Кабаково): 7 км.

## Население
| 2002 | 2009 | 2010 |
| ---- | ---- | ---- |
| 9    | ↘6   | ↗7   |

Национальный состав
Согласно переписи 2002 года, преобладающие национальности — мордва (67 %), русские (33 %).